# Criomacerazione
La criomacerazione è una tecnica di vinificazione utilizzata in origine per vini bianchi di qualità ed in seguito applicata anche ad alcuni vini rossi. 
Nel dettaglio è un processo immediatamente successivo alla pigiatura dell’uva, con diraspamento annesso, e antecedente la fermentazione: il mosto e le bucce restano a contatto per 12-24 ore, raffreddate ad una temperatura di 5-8 °C (più vicina ai 5 solitamente), per far sì che possano essere estratti gli aromi primari dell’uva presenti proprio nella parte interna della buccia. In questo modo si ottengono vini con profumi più intensi, fruttati e definiti. La bassa temperatura permette di non far partire la fermentazione alcolica e, al contempo, il contatto non troppo prolungato consente di estrarre poco tannino e un numero limitato di polifenoli: quindi poco colore, amaro e astringenza. 

## Utilizzo
Esistono due varianti della criomacerazione. La prima prevede che in fase antecedente la fermentazione si lasci, per circa 12 ore, il pigiato a una temperatura di 5 °C in modo che le bucce rimangano a contatto con il mosto (succo). La seconda, invece, si esegue facendo congelare (ad una temperatura di circa - 5 °C) le uve intere, per poi pressarle: questo consente l'estrazione di un mosto maggiormente ricco di zucchero. In realtà, questa seconda variante, più correttamente chiamata crioestrazione selettiva è una tecnica concettualmente diversa alla criomacerazione e comporta comunque costi notevoli.
Queste metodologie rispetto alla vinificazione tradizionale permettono di estrarre dall'uva più sostanze, che vanno ad arricchire le proprietà organolettiche del vino.